# 新生堂薬局
株式会社新生堂薬局（しんせいどうやっきょく、英: Shinseidoyakkyoku co. ltd.）は、福岡県福岡市南区に本社を置き、福岡県と熊本県を中心にドラッグストア、調剤薬局を経営する企業。

## 概要
創業が調剤薬局であるが、その後、ドラッグストアの展開を拡大、今では、ドラッグストアと調剤薬局、調剤薬局併設のドラッグストアを展開している。調剤薬局の店名は「新生堂薬局」「ハッピー薬局」、ドラッグストアの店名は「ドラッグ新生堂」である。ただし、筑豊地方だけは昔なじみの屋号である「くすりのハッピー」の屋号を残している。そのハッピーの名称は、現在ポイントカードの名称になっている（ハッピーカード）。
経営理念は「健康なくらしのお手伝い」。ビジョンは「地域一番のヘルスケアステーションにする」。健康にくらせるまちづくりに貢献し、いつの時代にも社会から必要とされ続ける為に、優れたテクノロジーと温もりあるコミュニケーションを融合させるという経営戦略を掲げている。
小学生以下を対象にした「こどもスタンプカード」、子育て世代の主婦をターゲットにした「ベビークーポン」、自社アプリ「新生堂ハッピー」、シニア優待DAYなど、ユニークなサービスを数多く実施しているのが特色で、ディスカウント戦略中心の競合企業と差別化を図っている。
DXに対する取り組みも積極的で、キャッシュレスの取り組みの業界でもいち早く採用し、スマホレジ「ショピモレジfor新生堂」や調剤ロボットの導入なども進めている。
また生き生きとした女性を応援する為女性のための健康体操教室「カーブス」事業やエコロジー対策としてエコロジードラッグストアアウトレットストア「エコレットプラス」などの事業も展開している。

## 沿革
- 1978年11月 - 創業。
- 1984年3月 - 株式会社新生堂薬局設立。
- 2025年10月1日 - マツキヨココカラ&カンパニー傘下のアンドカンパニーが全株式を取得し完全子会社化予定[2]。

## 主なサービス
＜全店共通＞

・ポイント５倍デー：[7]のつく日、土曜日

・シニア優待DAY：毎月15~16日

・チャージボーナスデー：毎月25~月末

・健康台帳：日本初のヘルスケア・カウンセリングプラットフォーム

＜一部店舗＞

・ショピモレジfor新生堂：自分のスマートフォンでお買い物ができるアプリ

## ドラッグストア店舗（2023年9月時点）
福岡市内を中心に福岡・熊本・長崎に51店舗運営している。

★は調剤併設店　　　　　　　　　　　　　

＜北九州エリア＞

・ドラッグ新生堂 横代店

・ドラッグ新生堂 徳力南方店

・ドラッグ新生堂 下曽根店★

・ドラッグ新生堂 永犬丸店★

・ドラッグ新生堂 東中間店★

・ドラッグ新生堂 中間中尾店

・ドラッグ新生堂 中間駅前店

＜宗像エリア＞

・ドラッグ新生堂 宗像店

・ドラッグ新生堂 くりえいと宗像店★

＜福岡東エリア＞

・ドラッグ新生堂 土井店★

・ドラッグ新生堂 千早店

・ドラッグ新生堂 篠栗店★

＜福岡西エリア＞

・ドラッグ新生堂 加布里店★

・ドラッグ新生堂 ももち浜店

・ドラッグ新生堂 早良飯倉店

・ドラッグ新生堂 福重店

・ドラッグ新生堂 室見店★

・ドラッグ新生堂 室見駅店★

＜福岡南エリア＞

・ドラッグ新生堂 老司２丁目店★

・ドラッグ新生堂 大橋店★

・ドラッグ新生堂 高宮５丁目店

・ドラッグ新生堂 中尾店★

・ドラッグ新生堂 南大橋店★

・ドラッグ新生堂 弥永店★

・ドラッグ新生堂 高宮駅前店

・ドラッグ新生堂 井尻店

・ドラッグ新生堂 向野店★

・ドラッグ新生堂 那珂川店★

・ドラッグ新生堂 昇町店★

・ドラッグ新生堂 春日原駅前店

・ドラッグ新生堂 五条店★

＜福岡中央エリア＞

・ドラッグ新生堂 薬院店

・ドラッグ新生堂 天神南店

＜筑豊エリア＞

・くすりのハッピー 直方下境店

・ハッピーSmartStyle稲築病院前店★

・くすりのハッピー 川津店★

・くすりのハッピー 庄内店★

・くすりのハッピー 潤野店

・くすりのハッピー 稲築店

・くすりのハッピー 宮田店

・くすりのハッピー 直方店

・くすりのハッピー 知古店

＜筑後エリア＞

・ドラッグ新生堂 サンリブ久留米店

・ドラッグ新生堂 柳川駅前店★

＜熊本エリア＞
・ドラッグ新生堂 光の森店★

・ドラッグ新生堂 イオンタウン田崎店

・ドラッグ新生堂 大津店★

・ドラッグ新生堂 尾ノ上店★

・ドラッグ新生堂 水前寺駅店

＜長崎エリア＞

・ドラッグ新生堂 有家店

・ドラッグ新生堂 国道店★

## 調剤薬局店舗（2023年2月時点）
福岡県内を中心に熊本、長崎、鹿児島、東京に店舗を展開している。